# Mérida, Mérida
Santiago de los Caballeros de Mérida, Venezuela, là thủ phủ của khu đô thị Libertador và bang Mérida, là một trong những thành phố chính của vùng Andes Venezuela. Mérida thành lập vào năm 1558, từng là một phần của Nueva Granada, nhưng sau đó trở thành một phần của Capitanía General de Venezuela, và có vai trò tích cực trong Chiến tranh giành độc lập Venezuela.
Mérida có hơn 200,000 cư dân và một vùng đô thị với khoảng 350,000 người. Thành phố là trung tâm giáo dục và du lịch của vùng Tây Venezuela, có trường Đại học Andes danh tiếng, và là nơi có hệ thống cáp treo dài thứ nhì và cao nhất thế giới.
Mérida nằm ở độ cap xấp xỉ 1,600 mét (5,249 ft). Thành phố nằm trên một đồng bằng trong thung lũng của sông Chama. Tại thành phố này còn có đỉnh núi cao nhất Venezuela, Pico Bolívar.